# Hug Ambròs de Montcada
Hug Ambròs de Montcada (? — ~1586) fou un religiós que ostentà el títol de bisbe d'Urgell i copríncep d'Andorra entre 1579 i 1586.
Hug Ambrós de Montcada va passar l'hivern de l'any 1580 al palau episcopal del castell de Sanaüja, on va celebrar-hi un sínode. Tres anys més tard, el mateix Bisbe ordenà prevere a la capella del palau Josep de Calassanç, fundador de les Escoles Pies.

### Un nou escrit original de Sant Josep Calassanç: la visita pastoral Sede Vacante 1587[4]
| « | A causa de la llarga espera del nomenament d'un nou bisbe d'Urgell després de la mort d'Hug Ambròs de Montcada, els canoneges de la Seu en la sessió del 12 d'octubre de 1587 determinaren girar visita a tot el bisbat i es distribuïren els arxiprestats. Al doctor Rafael Gomis se li assignaren els de Tremp, Balaguer, Guissona, Agramunt, Sanaüja, Oliana i Ponts. S'emportà a Calassanç com acompanyant i secretari. Gomis va fer la visita entre els dies 26 d'octubre i 16 de novembre de 1587. Per a les visites a Oliana i a Ponts es va servir d'un altre secretari, la qual cosa fa pensar que Calassanç no l'acompanyà a Oliana i a Ponts. Les actes escrites per Calassanç es donaven fins per perdudes o extraviades. Ara, però, s'han localitzat les actes de la visita als arxiprestats de Tremp, Balaguer, Guissona, Agramunt i Sanaüja. Aquest plec estava amb les altres actes de visita de 1587, però com que no estan signades, ningú havia identificat l'autor per la lletra. Les actes escrites per Calassanç ocupen 22 pàgines, des de la segona endavant, sense pàgines en blanc. A les pàgines 1, 25, 27, 29 i 30 hi ha algunes anotacions de Calassanç. A la pàgina 25 es transcriu una carta que signa Cap de Vila i seguida d'una anotació de Rafael Gomis. És tot en llengua catalana, excepte paraules llatines que segons el costum de l'època s'usaven. El document no està signat, ni el nom de Calassanç hi figura enlloc. De totes maneres no es dubta de l'autoria per l'estil inconfusible de la lletra i per un signe que es troba algunes vegades i que ell acostumava posar en les còpies de les cartes en el llibre copiador i en les actes dels capítols dels canonges. És com una rúbrica sense posar-hi el nom. A més de les parròquies arxiprestals (Tremp, Balaguer, Guissona, Agramunt, Sanaüja), visitaren altres parròquies, entre elles la de Peralta de la Sal. En cada lloc visiten el temple parroquial, les capelles de la població i el cementiri. Indiquen les deficiències que hi troben i obliguen sota penes reparar-ho en un temps limitat. De cada altar s'indica a quin sant o invocació està dedicat sense fer-ne una descripció i els beneficis que hi ha amb el nom del sacerdot que els serveix. Especial atenció es té sempre del sagrari. Per aquestes actes podem saber el nom de cada un dels sacerdots que hi havia a cada parròquia i l'ofici i benefici que tenia. Només en el cas de la visita a Peralta de la Sal, es troba una exhortació de tipus moral sobre els costums dels fidels. S'exigeix acabar amb les blasfèmies i mal parlar de la gent. | » |